# Rhaphium montanum
Rhaphium montanum är en tvåvingeart som först beskrevs av Van Duzee 1920.  Rhaphium montanum ingår i släktet Rhaphium och familjen styltflugor.
Artens utbredningsområde är Kalifornien. Inga underarter finns listade i Catalogue of Life.